# Andraž Zidar
Andraž Zidar, slovenski pravnik, strokovnjak za človekove pravice in mednarodno pravo, * 1971, Ljubljana, Slovenija. 
Trenutno je vodja Diplomatske akademije na Ministrstvu za zunanje in evropske zadeve Republike Slovenije.

## Biografija
V svoji karieri se osredotoča na zaščito temeljnih svoboščin in pravic. Deloval je kot izvedenec za človekove pravice na Ministrstvu za zunanje zadeve Republike Slovenije, kjer se je ukvarjal z izbrisanimi, romsko problematiko ter poročanjem po mednarodnih sporazumih. Kot diplomat in izvedenec za človekove pravice je sodeloval tudi v pogajalskih forumih Organizacije združenih narodov (OZN) in Sveta Evrope, kjer si je prizadeval za progresiven razvoj človekovih pravic in prenos mednarodnih standardov v slovenski pravni red.
Zidar je bil pooblaščen kot Visoki predstavnik Republike Slovenije za nasledstvo, kjer je vodil postopke v zvezi z mednarodnopravno zaščito slovenskih interesov. Leta 2022 se je potegoval za mesto ustavnega sodnika v Sloveniji, vendar ni bil imenovan. Bil je imenovan na seznam namestnikov izvoljenega sodnika na Evropskem sodišču za človekove pravice.
Na akademskem področju je sodeloval z različnimi univerzami. Bil je gostujoči predavatelj za človekove pravice in mednarodno pravo na Regent’s University London, prav tako je predaval na različnih univerzah; med drugim na Univerzi v Cambridgeu, Univerzi v Bologni, King's College London in Univerzi Ca' Foscari v Benetkah. Deloval je tudi kot raziskovalec na Britanskem inštitutu za mednarodno in primerjalno pravo ter kot programski direktor evropskega magistrskega programa človekovih pravic in demokratizacije.
Zidar je bil urednik številnih publikacij s področja mednarodnega prava in človekovih pravic, prav tako je glavni urednik zbirke »Mednarodno pravo«. Prevedel je tudi več pomembnih del, med njimi knjigo »Apulejev Zlati osel« priznane jungovske psihoanalitičarke Marie-Louise von Franz.

## Dela
Knjige, članki in druge publikacije
- The World Community between Hegemony and Constitutionalism, Eleven International Publishing, Haag, 2019, knjiga, avtor.[12]
- The Role of Legal Advisers in International Law, BIICL in BRILL, London-Leiden, 2016, zbornik, sourednik in avtor poglavja.[13]
- "WHO International Health Regulations and Human Rights: From Allusions to Inclusion", v The International Journal of Human Rights, vol. 19 (2015), št. 4, članek, avtor.[14]
- "The European Court of Human Rights and the Question of Remedies", v E.MA Awarded Theses for the Academic Year 1998/1999, Marsilio, Benetke, 2001, poglavje v knjigi, avtor.[15]
- Lustracija – izločitev nasprotnikov demokracije z javnih položajev, Nova revija, Ljubljana, 1996, knjiga, avtor.[16]